# Okres Tatabánya
Okres Tatabánya (maďarsky Tatabányai járás) je jedním z šesti okresů maďarské župy Komárom-Esztergom. Jeho centrem je město Tatabánya, které je zároveň centrem celé župy.

## Sídla
V okrese se nachází celkem 10 měst a obcí.
Města
- Tatabánya

Obce
- Gyermely
- Héreg
- Környe
- Szárliget
- Szomor
- Tarján
- Várgesztes
- Vértessomló
- Vértesszőlős